# ترومبوکسان

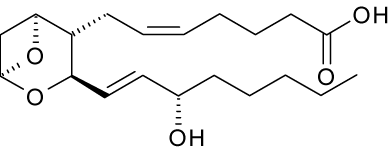
ترومبوکسان ای۲

ترومبوکسان بی۲

ترومبوکسان (Thromboxane) یکی از معروفترین چربی‌های عضو خانواده ایکوزانوئیدها است. دو نوع معروف ترومبوکسان A2 و B2 هستند. نقش اصلی ترومبوکسان در ایجاد انقباض عروق و لخته خون (ترومبوز) است.

## ساخت

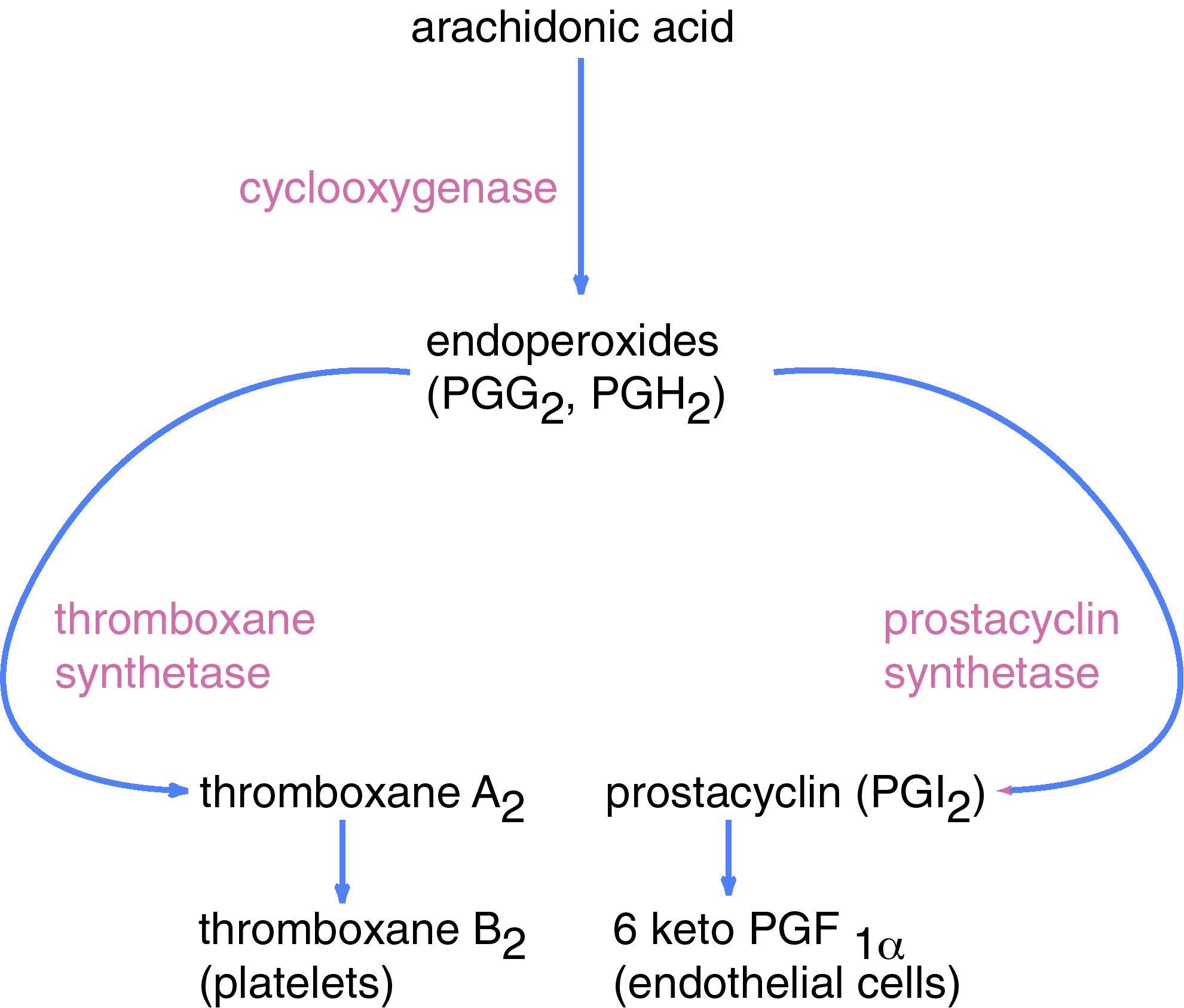
Enzymes and substrates associated with thromoboxane and prostacyclin synthesis.

Eicosanoid synthesis.

آنزیم Thromboxane-A سنتتاز که در پلاکتها یافت می‌شود ترومبوکسان A2 را از آراشیدونیک اسید و prostaglandin H2 میسازد. ترومبوکسان بی۲ متابولیت غیرفعال ترومبوکسان ای۲ است.

## عملکرد
ترومبوکسان باعث تجمع پلاکتها می‌شود و همچنین منقبض‌کننده عروق است و فشار خون را افزایش میدهد.